# Planeta menor de lista crítica
Um planeta menor de lista crítica (objeto numerado de lista crítica ou objeto crítico) é um planeta menor numerado cuja órbita e posição precisam especialmente de melhorias.
O Minor Planet Center (MPC) da União Astronômica Internacional (IAU) publica regularmente uma lista desses objetos críticos em seu Minor Planet Electronic Circular. A lista normalmente contém asteroides que foram observados em um pequeno número de aparições, especialmente em oposição, ou que não foram adequadamente observados por mais de 10 anos, enquanto outros observatórios criam suas próprias listas personalizadas. O MPC também lista objetos críticos atualmente observáveis em seu site, fornecendo listas de elementos orbitais formatadas de forma diferente para a comunidade astrométrica mundial.
Em julho de 2020, o MPC inclui mais de mil objetos em sua lista crítica, metade deles sendo asteroides próximos à Terra ou planetas menores distantes que representam 674 e 192 objetos críticos, respectivamente.

## Lista
Os objetos da lista crítica de menor número são:
- 1915 Quetzálcoatl
- 2135 Aristaeus
- 3362 Khufu
- 3753 Cruithne
- (4688) 1980 WF
- 5335 Damocles
- (5590) 1990 VA
- 7066 Nessus
- (8014) 1990 MF
- 10370 Hylonome
- 14827 Hypnos
- (15504) 1999 RG33
- (15789) 1993 SC
- (15807) 1994 GV9
- (15809) 1994 JS
- (15883) 1997 CR29
- (16636) 1993 QP
- (16684) 1994 JQ1
- (19255) 1994 VK8
- 19521 Chaos
- (20108) 1995 QZ9
- (20161) 1996 TR66
- (20425) 1998 VD35
- 20461 Dioretsa